# 21029 Adorno
21029 Adorno este un asteroid din centura principală de asteroizi.

## Descriere
21029 Adorno este un asteroid din centura principală de asteroizi. A fost descoperit pe 7 octombrie 1989 la Observatorul La Silla de Eric Walter Elst. Asteroidul prezintă o orbită caracterizată de o semiaxă mare de 2,87 ua, o excentricitate de 0,05 și o înclinație de 3,3° în raport cu ecliptica.